# Puberty Blues
Puberty Blues fue un drama australiano que se estrenó el 15 de agosto de 2012 por medio de la cadena Network Ten y que se prolongó por dos temporadas hasta 2014.
La serie se basó en el libro Puberty Blues de Kathy Lette y Gabrielle Carey publicado en 1979 y en la película del mismo nombre  estrenada en 1982.

## Historia
La serie sigue las aventuras de dos amigas Debbie y Sue durante la década de 1970 quienes desean convertirse en populares y ser miembros del "Greenhills", también seguirán las dinámicas con sus familiares y amigos.

## Personajes

### Personajes principales
| Actor             | Personaje          | Trabajo                                           | Episodios | Temporada       |
| ----------------- | ------------------ | ------------------------------------------------- | --------- | --------------- |
| Ashleigh Cummings | Debbie Vickers     | Estudiante                                        | 17        | 2012 - presente |
| Brenna Harding    | Sue Knight         | Estudiante                                        | 17        | 2012 - presente |
| Susie Porter      | Pam Knight         | -                                                 | 17        | 2012 - presente |
| Dan Wyllie        | Roger Knight       | Diseñador Gráfico                                 | 17        | 2012 - presente |
| Jeremy L. Taylor  | Martin Vickers     | Científico Investigador del Departamento de Pesca | 17        | 2012 - presente |
| Claudia Karvan    | Judy Vickers       | Directora de la Escuela Primaria Local            | 17        | 2012 - presente |
| Ed Oxenbould      | David Vickers      | Estudiante                                        | 17        | 2012 - presente |
| Rodger Corser     | Ferris Hennessey   | Dentista                                          | 15        | 2012 - presente |
| Susan Prior       | Yvonne Hennessey   | -                                                 | 17        | 2012 - presente |
| Sean Keenan       | Gary Hennessey     | Estudiante y Miembro del "Greenhills"             | 17        | 2012 - presente |
| Dylan Goodearl    | Danny Dixon        | Miembro del "Greenhills"                          | 17        | 2012 - presente |
| Isabelle Cornish  | Vicki              | Estudiante y Miembro del "Greenhills"             | 17        | 2012 - presente |
| Charlotte Best    | Cheryl Hayes       | Estudiante y Miembro del "Greenhills"             | 17        | 2012 - presente |
| Katie Wall        | Lynette Hayes      | -                                                 | 7         | 2012 - presente |
| Reef Ireland      | Bruce Board        | Estudiante y Miembro del "Greenhills"             | 16        | 2012 - presente |
| Jonathan Gavin    | Graham             | Consejero                                         | 11        | 2012 - presente |
| Christian Byers   | Mark "Woody" Woods | Estudiante                                        | 9         | 2014 - presente |

### Personajes recurrentes
| Actor              | Personaje     | Trabajo                  | Episodios | Temporada       |
| ------------------ | ------------- | ------------------------ | --------- | --------------- |
| Izzy Stevens       | Tracey Smart  | -                        | 17        | 2012 - presente |
| Ellie Gall         | Raquel        | -                        | 16        | 2012 - presente |
| Jack Horsley       | Straccy       | Miembro del "Greenhills" | 16        | 2012 - presente |
| Pearl Herbert      | Kim           | -                        | 15        | 2012 - presente |
| Lachlan Galbraith  | Matty         | Miembro del "Greenhills" | 13        | 2012 - presente |
| Thorsten Hertog    | Jonno         | -                        | 13        | 2012 - presente |
| Lachlan Skene      | Jacko         | -                        | 12        | 2012 - presente |
| Leon Ford          | Mr. Candy     | -                        | 9         | 2012 - presente |
| Eleanor Munro      | Freida        | -                        | 8         | 2012 - presente |
| Annie Maynard      | Annie         | -                        | 7         | 2012 - presente |
| Luke Ledger        | Boardie       | -                        | 7         | 2012 - presente |
| Jessica Nash       | Nancy         | -                        | 5         | 2014 - presente |
| Oscar Redding      | Nathan Senior | -                        | 4         | 2014 - presente |
| Katie Jean Harding | Alice         | -                        | 4         | 2014 - presente |

### Antiguos personajes recurrentes
| Actor         | Personaje      | Trabajo | Episodios | Temporada |
| ------------- | -------------- | ------- | --------- | --------- |
| Tyler Atkins  | Darren Peters  | -       | 6         | 2012      |
| Di Smith      | Grantham       | -       | 4         | 2012      |
| Simon Lyndon  | Gumby Richards | -       | 3         | 2012      |
| Rachael White | Lori Knight    | Modelo  | 1         | 2012      |

## Episodios
- La primera temporada está conformada por 8 episodios.
- Mientras que la segunda temporada estuvo conformada por 9 episodios.

## Premios y nominaciones
| Año  | Categoría                                              | Premio                           | Nominado (a)                | Resultado |
| ---- | ------------------------------------------------------ | -------------------------------- | --------------------------- | --------- |
| 2015 | Most Outstanding Drama Series                          | Logie Award                      | Puberty Blues               | Nominado  |
| 2015 | Lead Actress in a Television Drama                     | AACTA Award                      | Ashleigh Cummings           | Nominada  |
| 2015 | Best Guest or Supporting Actress in a Drama            | AACTA Award                      | Charlotte Best              | Nominada  |
| 2015 | Best Drama Series                                      | AACTA Award                      | Puberty Blues               | Nominado  |
| 2014 | Television - Series                                    | AWGIE Award                      | Tony McNamara               | Nominado  |
| 2014 | TV Drama Series                                        | Australian Directors Guild Award | Glendyn Ivin                | Nominada  |
| 2013 | Best Music for a Television Series or Serial           | Screen Music Award               | Stephen Rae                 | Nominado  |
| 2013 | Most Popular Actress                                   | Silver Logie Award               | Ashleigh Cummings           | Nominada  |
| 2013 | Most Popular New Female Talent                         | Logie Award                      | Brenna Harding              | Ganó      |
| 2013 | Most Outstanding New Talent                            | Graham Kennedy Award             | Brenna Harding              | Nominada  |
| 2013 | Most Popular Drama Series                              | Logie Award                      | Puberty Blues               | Nominado  |
| 2013 | Most Outstanding Drama Series                          | Silver Logie Award               | Puberty Blues               | Nominado  |
| 2013 | Best Lead Actress in a Television Drama                | AACTA Award                      | Ashleigh Cummings           | Nominada  |
| 2013 | Best Guest or Supporting Actor in a Television Drama   | AACTA Award                      | Dan Wyllie                  | Nominado  |
| 2013 | Best Guest or Supporting Actress in a Television Drama | AACTA Award                      | Susan Prior                 | Nominada  |
| 2013 | Best Young Actor                                       | AACTA Award                      | Brenna Harding              | Nominada  |
| 2013 | Best Television Drama Series                           | AACTA Award                      | John Edwards e Imogen Banks | Ganaron   |
| 2013 | Best Screenplay in Television                          | AACTA Award                      | Alice Bell y Tony McNamara  | Nominados |

## Producción
La serie fue producida por John Edwards e Imogen Banks y dirigida por Glendyn Ivin y Emma Freeman.
La producción comenzó el lunes 10 de abril de 2012 y se estrenó el 15 de agosto del mismo año.
La música de la serie estuvo a cargo de Paul Hewson y se tituló "Are You Old Enough?".